# Hank Williams III
Shelton Hank Williams (Nashville, Tennessee; 12 de diciembre de 1972), también conocido como Hank III o simplemente III es un músico estadounidense. 
Es nieto de  Hank Williams e hijo de Hank Williams Jr. A pesar de haber nacido en Nashville, Hank III se ha mantenido completamente alejado del country mainstream. Su sonido, difícil de clasificar, se mueve entre el metal, el punk y las diferentes variantes de la música country, habiendo sido definido como hard-twang, punkabilly, cowpunk, country alternativo, slacker swing, hellbilly o honky punk.

## Carrera musical
Pasó sus primeros años tocando la batería en bandas de punk-rock. En 1996 firmó un contrato con Curb Records, discográfica de Nashville. Justo después apareció Three Hanks: Men With Broken Hearts, un álbum en el que aparecían juntas las voces de las tres generaciones de hombres de la familia Williams. Fue un comienzo agradable en el negocio musical, pero no se parecía mucho a la idea de música que Hank III tenía pensada hacer.
A pesar de que tanto su voz como su aspecto físico, heredados de su abuelo, le podrían haber garantizado una creciente audiencia country, no ha tenido paciencia para trabajar con él, en ocasiones, predecible "sonido Nashville", ni con el comportamiento que se les "exige" a los intérpretes. Ha dejado claras sus opiniones al respecto en los temas "Trashville" y "Dick in Dixie".
Su primer trabajo propio, titulado Risin' Outlaw se editó en septiembre de 1999. Entró a grabar varios temas para un nuevo álbum, que se iba a titular This Ain't Country, pero la discográfica no estuvo dispuesta a editar el LP, y le prohibieron publicarlo por otros medios. El sello se sintió molesto con él porque inició una campaña contra la compañía vendiendo camisetas en las que se podía leer "Fuck Curb" ("Que le den a Curb"). En 2001 apareció una edición pirata del álbum. Con Lovesick, Broke and Driftin', editado en 2002, no terminaron sus problemas con Curb, ya que, en 2004 Thrown out of the Bar tampoco se editó. Hank III denunció al sello, por lo que él y el ejecutivo Mike Curb estuvieron acudiendo a los tribunales hasta la primavera de 2005, momento en el que el juez falló a favor de Hank III, obligando a Curb a editar el álbum. Finalmente, Hank y el sello llegaron a un acuerdo. Hank paró su campaña de "Fuck Curb" y la discográfica editó Thrown out of the Bar con el nombre de Straight to Hell.
La salida al mercado de Straight to Hell se retrasó debido a una dura lucha contra la cadena de hipermercados Wal-Mart, quienes se negaban a distribuir el disco. El LP, fue finalmente editado el (28 de febrero de 2006) en un doble formato: una versión censurada para su venta en Wal-Mart, y otra sin censurar, que acabó siendo el primer disco de country editado con la pegatina de parental advisory.
Hank Williams III disfruta de un nutrido grupo de leales fans. Gran parte de su éxito se debe a las grabaciones que realiza de sus conciertos, editándolas luego en cintas de audio o video. Esta forma de autopromocionarse ha paliado la falta de promoción que ha sufrido por parte de Curb Records.

### Otros proyectos
Hank III suele tocar acompañado de la Damm Band. Además tiene un proyecto paralelo, la banda de thrash metal Assjack, con la que ha grabado tres álbumes (Bootleg #1, 2000; Bootleg #2, 2001; Bootleg #3 (Pre-Release), 2002 y Bootleg #3, 2005). En sus concieros, tanto con la Damn Band como con Assjack, cuenta con el violinista Michael "Fiddleboy" McCanless, capaz de tocar tanto en los temas tradicionales como en los temas punk y metal, en los que toca el violín conectado a una caja de distorsión.
En 2001 entró como bajista en Superjoint Ritual, banda formada por el cantante de Pantera Phil Anselmo. Con ellos ha grabado el LP A Lethal Dose of American Hatred (2003).

## Discografía

### Álbumes
- Risin' Outlaw (Curb Records, 1999).
- Hank III Says Fuck You (2000). Casete.
- This Ain't Country (Disco pirata, 2001). Contiene canciones no editadas de los archivos de Curb Records.
- Lovesick, Broke and Driftin' (Curb Records, 2002).
- Straight to Hell (Bruc Records, 2006)
- Damn Right, Rebel Proud (Sidewalk, 2008).
- The Rebel Within (Curb Records, 2010).
- Ghost to a Ghost/Gutter Town (Curb Records, 2011).
- 3 Bar Ranch Cattle Callin'  (Curb Records, 2011).
- Attention Deficit Domination (Curb Records, 2011).
- Brothers of the 4×4 (Curb Records, 2013).
- A Fiendish Threat (Curb Records, 2013).
- Ramblin’ Man (Curb Records, 2014).

### Singles
- "Life Of Sin" / "Hellbilly" (2000). 7".

### Splits
- Hank Williams, Hank Williams Jr. y Hank Williams III, Three Hanks: Men With Broken Hearts (Curb Records, 1996).
- Hank Williams III/Those Poor Bastards Pills I Took (2006). 7".
- Hank Williams III/Antiseen Ruby Get Back To The Hills (2006). 7".

### Participaciones en recopilatorios
- "Atlantic City" en Badlands: A Tribute To Bruce Springsteen's Nebraska (2000).
- "Hang On" en Driven Soundtrack (2001).
- "I'm A Long Gone Daddy" en Timeless: A Tribute To Hank Williams (2001).
- "Fearless Boogie" en Sharp Dressed Man: A Tribute To ZZ Top (2002).
- "Wreck Of The Old 97" en Dressed In Black: A Tribute To Johnny Cash (2002).
- "No Values" en Rise Above: 24 Black Flag Songs To Benefit The West Memphis Three (2002).
- "I'm The Only Hell My Mama Ever Raised" en Touch My Heart: A Tribute To Johnny Paycheck (2004).

### Colaboraciones
- Voz y guitarra en "Ramblin' Man" y voz en "Okie From Muskoge" del álbum The Crybaby (2000) de The Melvins.
- Voz en "Country My Ass" del disco en directo de Dale Watson Live In London... England (2002) de .
- Voz on "Dead Flowers" y "Move It On Over" en el disco Stars & Guitars (2003) de Willie Nelson.
- Voz en la canción "Get Outta My Life" del álbum Rebel Meets Rebel (2006) del grupo Rebel Meets Rebel.

## Discografía con otros grupos

### Assjack
- Bootleg #1 (2000).
- Bootleg #2 (2001).
- Bootleg #3 (Pre-Release) (2002).
- Bootleg #3 (2005).
- AssJack (Curb Records, 2009).

### Superjoint Ritual
- A Lethal Dose of American Hatred (Sanctuary, 2003).